# モンセック
モンセック （Montsec）は、フランス、グラン・テスト地域圏、ムーズ県のコミューン。

## 地理

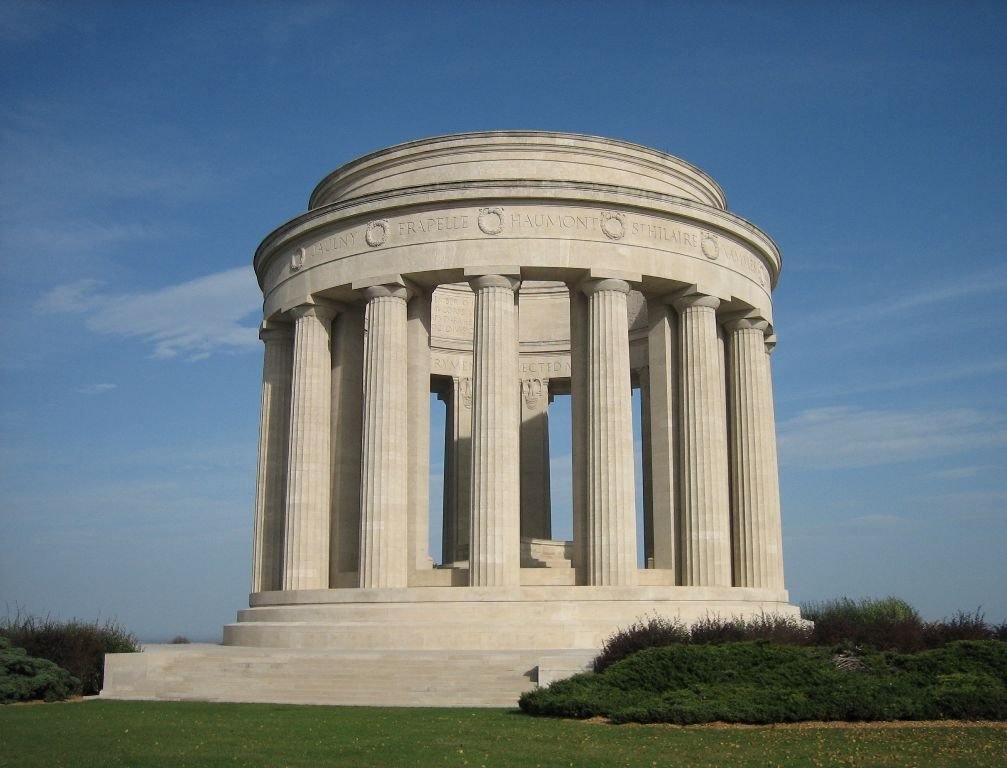
アメリカ軍兵士記念碑

モンセックは、マディーヌ湖を見下ろす丘のふもとに位置する。コミューンは、ロレーヌ地域圏自然公園の一部である。
丘の頂上にそびえるロタンダは、第一次世界大戦アメリカ軍兵士記念碑である。

## 人口統計
| 1962年 | 1968年 | 1975年 | 1982年 | 1990年 | 1999年 | 2005年 | 2014年 |
| ------ | ------ | ------ | ------ | ------ | ------ | ------ | ------ |
| 106    | 89     | 86     | 65     | 60     | 68     | 72     | 82     |

参照元:1962年から1999年までは複数コミューンに住所登録をする者の重複分を除いたもの。それ以降は当該コミューンの人口統計によるもの。1999年までEHESS/Cassini、2006年以降INSEE。